# Partido Popular de Canadá
El Partido Popular de Canadá (PPC, en inglés: People's Party of Canada, en francés: Parti populaire du Canada) es un partido político canadiense. Fue fundado por Maxime Bernier, el 14 de septiembre de 2018.
El partido aboga por reducir la inmigración a 150.000 por año, eliminar la Ley de Multiculturalismo, retirarse del Acuerdo de París y poner fin a la gestión de suministros. El PPC ha sido descrito como conservador, libertario, populista y, en el espectro político, de derecha o de extrema derecha.
El PPC formó asociaciones de distritos electorales (EDA) en todas las 338 circunscripciones de Canadá y presentó una lista completa de candidatos en las elecciones federales de 2019, pero ningún candidato fue elegido bajo su estandarte y Bernier perdió su candidatura para ser reelegido en Beauce.

## Historia

### Fundación
El Partido Popular de Canadá se formó unas pocas semanas después de la renuncia de Maxime Bernier, un excandidato del Partido Conservador. En su discurso de renuncia, Bernier declaró sus razones para irse del partido: "Me he dado cuenta de que el partido es intelectualmente y moralmente demasiado corrupto como para ser reformado" y mencionó que el Partido Conservador había abandonado sus principios bajo el liderazgo de Andrew Scheer, entre los que incluía la corrección política, el bienestar corporativo y la gestión de suministros.
Bernier fue acusado por destacados políticos conservadores, como los ex primeros ministros Stephen Harper y Brian Mulroney, de tratar de dividir la derecha política. Él respondió a Power & Politics que quería centrarse en los votantes descontentos, afirmando que "hay un 20% de la población que ni siquiera se molesta en votar", y citó el ascenso político del presidente francés Emmanuel Macron como ejemplo.

### Registro como partido político
Los documentos de registro del partido se presentaron oficialmente a Elections Canada el 10 de octubre de 2018. Fue registrado por Elections Canada el 19 de enero de 2019, después de postular candidatos para las elecciones parciales en Outremont, York-Simcoe y Burnaby South. En las elecciones parciales del 25 de febrero, el partido recibió el 10.9% de los votos en Burnaby South pero solo el 1.5% en York-Simcoe y Outremont.

### Elecciones de 2019
Bernier planeó presentar candidatos en todas las 338 circunscripciones federales de Canadá en las elecciones federales de 2019. Además, Bernier declaró que las asociaciones de distrito electoral (EDA) estarían en su lugar antes del 31 de diciembre de 2018, y que las EDA comenzarían centrándose en la búsqueda de candidatos a partir de enero de 2019.
El 1 de noviembre de 2018, el partido reveló que tenía más de 30.000 "miembros fundadores". Los medios de comunicación revelaron más tarde que uno de los miembros fundadores del PPC era un ex-nacionalista blanco estadounidense, y que otros dos tenían vínculos con grupos antiinmigración. El ex-nacionalista blanco fue retirado del partido el 29 de agosto de 2019 después de que su pasado saliera a la luz. Los otros dos miembros negaron tener opiniones racistas y más tarde el partido le explicó a Le Devoir que no tenían suficientes recursos para examinarlos al comienzo de la formación del PPC.
En abril de 2019, el presidente de la asociación del distrito de Vancouver Quadra, Angelo Isidorou, renunció a seguir en el partido, diciendo que este había sido "secuestrado por egomaníacos". Poco después se produjeron más renuncias por acusaciones de que en el partido se habían infiltrado "influencias racistas, homofóbicas, xenófobas y de odio".
Ningún candidato del Partido Popular, incluido Bernier, fue elegido en las elecciones federales canadienses de 2019. El partido recibió aproximadamente el 1,6% del voto popular en todo el país, por lo que no logró ningún escaño.

### Elecciones de 2021
El PPC anunció que competiría en las elecciones federales de 2021 con el mismo programa que usó en 2019 y Bernier presentándose por su antiguo escaño de Beauce. El PPC también anunció su oposición a nuevas medidas de confinamiento, pasaportes de vacunas y vacunaciones obligatorias como parte de su campaña.

## Principios y políticas
Bernier declaró que su partido es "una coalición de personas que están desilusionadas con los políticos tradicionales que dicen una cosa un día y la otra el siguiente". Mencionó que su programa se basaría en los principios de libertad, responsabilidad, imparcialidad y respeto. También ha declarado que el partido no es de izquierda ni de derecha, sino que es la diferencia entre ser libre y no ser libre. Además de estos principios, Bernier dice que el partido abogará por el "populismo inteligente", que, como Bernier lo define, planea hablar por "todos los canadienses" y no apaciguar a los "grupos de intereses especiales". El partido ha sido descrito como nacionalista, conservador, libertario, populista, liberal clásico y de derecha.
En el momento de su formación, el PPC indicó que su plataforma formal se daría a conocer gradualmente, pero generalmente seguiría la plataforma que Bernier utilizó durante su campaña de liderazgo conservador de 2017. También quiere tener un debate más amplio sobre la inmigración y considerar posibles cambios en el sistema para reformar la política migratoria, como reducir la reunificación familiar y centrarse en la inmigración económica.
Él dijo que las políticas socialconservadoras como el aborto y la identidad de género no serían parte del programa del partido. El partido aboga por la supresión de las barreras comerciales entre las provincias de Canadá.

### Economía
El programa incluye el fin del bienestar corporativo y la gestión de suministros y la oposición a la intervención gubernamental. Tras el lanzamiento del partido, Bernier declaró en una entrevista televisiva con BNN Bloomberg que continuó teniendo interés en desregular la industria de las telecomunicaciones, aumentar la competencia de las aerolíneas, reducir los impuestos y tener una discusión sobre la privatización de Canada Post, que eran componentes clave de su programa original de liderazgo conservador del 2017.

#### Sanidad
Señaló en una entrevista con CTV News que su nuevo partido considerará ceder el control de la atención médica a las provincias al poner fin a las transferencias de salud federales y otorgar a las provincias la posibilidad de aumentar sus propios ingresos, permitiendo más atención médica privada mientras se mantiene ley de salud de Canadá.

### Inmigración
El PPC se opone a la inmigración masiva y planea reformar la política migratoria, limitando la inmigración a no más de 150.000 personas por año, centrándose en la inmigración económica a través de la reforma del sistema de puntos de inmigración, haciendo que los trabajadores extranjeros temporales no sean competitivos con trabajadores canadienses y prohibiendo el turismo de nacimiento.
El partido tiene la intención de que todos los inmigrantes se sometan a entrevistas en persona con funcionarios de inmigración para determinar si sus valores e ideas concuerdan con las "normas sociales" canadienses.

#### Multiculturalismo
La plataforma del partido aboga por la integración cultural de los inmigrantes, afirmando que enriquece a la sociedad canadiense, y criticando que el gobierno "ha seguido una política de multiculturalismo oficial que alienta a los inmigrantes a mantener los valores y la cultura que dejaron atrás en lugar de integrarse en la sociedad canadiense, adoptando sus valores y cultura". Algunos de los ejemplos que han enumerado como "valores distintos de una civilización occidental contemporánea" son "igualdad entre hombres y mujeres", "separación de estado y religión" y "tolerancia y pluralismo". El partido tiene la intención de "derogar la Ley de Multiculturalismo y eliminar todos los fondos para promover el multiculturalismo".

### Medio ambiente
La plataforma del partido afirma que "es un hecho indiscutible que el clima mundial siempre ha cambiado y seguirá cambiando" pero rechaza lo que llama "alarmismo del cambio climático". El partido planea retirarse de la lucha contra el calentamiento global, abandonar el Acuerdo de París, abolir los subsidios para la tecnología verde y desechar el "impuesto al carbono del gobierno liberal", pero permitir que el sector privado y las provincias aborden los problemas climáticos e "inviertan [en] estrategias de mitigación" si los efectos del cambio climático resultan negativos. Según Bernier, el partido se centraría principalmente en "implementar soluciones prácticas para hacer que el aire, el agua y el suelo de Canadá sean más limpios".

### Política exterior
El programa del partido sostiene que la política exterior debe "centrarse en la seguridad y la prosperidad de los canadienses, no en un enfoque ideológico que comprometa nuestros intereses". Apoya el multilateralismo, el no intervencionismo, el libre comercio y el humanitarismo. Sin embargo, planea no involucrarse en conflictos extranjeros "a menos que tengamos un interés estratégico imperioso en hacerlo", reducir la presencia de Canadá en las Naciones Unidas "al mínimo", retirarse de los compromisos de la ONU que el partido considera que amenazan "nuestra soberanía", aceptar acuerdos de libre comercio que protejan la economía de Canadá "de la amenaza de inversores extranjeros potencialmente hostiles", y eliminar gradualmente la ayuda al desarrollo.

## Resultados electorales
|  | 1,64 % |

|  | 4,94 % |

|  | 0,72 % |